# Aneurisma intracranial
Un aneurisma intracranial (sovint més conegut com a aneurisma cerebral) és un punt feble en un vas sanguini de dins del crani que sobresurt com un baló i s'omple de sang, és a dir, un aneurisma. L'aneurisma sortint pot pressionar algun nervi o teixit encefàlic circumdant.
Els aneurismes poden arribar a trencar-se, vessant sang en el teixit circumdant (hemorràgia). Alguns aneurismes intracranials, particularment els que són molt petits, no sagnen o causen altres problemes. Els aneurismes intracranials poden produir-se en qualsevol lloc de dins del crani, però la majoria està situada en el polígon de Willis (situat entre la part inferior de l'encèfal i la base del crani), principalment en les artèries comunicants anteriors i les posteriors. Els aneurismes de la circulació posterior (artèria basilar, artèries vertebrals i artèries comunicants posteriors) presenten un major risc de ruptura.

## Causes
La majoria dels aneurismes intracranials són congènits, a causa d'una anormalitat innata d'una paret arterial. Els aneurismes intracranials són més comuns en les persones amb certes malalties genètiques, com trastorns del teixit conjuntiu i malaltia renal poliquística, i certs trastorns circulatoris, com malformacions arteriovenoses.
Altres causes poden ser traumatismes o lesions craniana, alta pressió arterial, infecció, tumors, ateroesclerosi (malaltia dels vasos sanguinis on els greixos s'acumulen dintre de les parets arterials) i altres malalties del sistema vascular, fumar cigarrets i l'abús de drogues. Alguns investigadors han especulat que els anticonceptius orals poden augmentar el risc de desenvolupar aneurismes.
Els aneurismes que són conseqüència d'una infecció en la paret arterial s'anomenen aneurismes micòtics. Els aneurismes relacionats amb el càncer sovint s'associen amb tumors primaris o metastàtics del cap i el coll. L'abús de drogues, particularment el consum habitual de cocaïna, pot inflamar els vasos sanguinis i dur al desenvolupament d'aneurismes intracranials.

## Classificació
Existeixen tres tipus d'aneurisma intracranial. L'aneurisma sacular és un sac de sang arrodonit o semblança a una bosseta que està unida pel coll o peduncle a una artèria o branca d'un vas sanguini. També conegut com a aneurisma "baia" (pel fet que sembla una baia penjant d'una planta enfiladissa), aquesta forma comuna d'aneurisma intracranial es troba típicament en artèries de la base del cervell. Els aneurismes saculars apareixen més freqüentment en adults. Un aneurisma lateral apareix com un embalum sobre una paret del vas sanguini, mentre que un aneurisma fusiforme està format per l'eixamplament de totes les parets del vas.
Els aneurismes també es classifiquen per grandària. Els aneurismes petits tenen menys d'11 mil·límetres de diàmetre (prop de la grandària d'una goma d'esborrar de llapis estàndard), els aneurismes grans tenen d'11 a 25 mil·límetres, i els aneurismes gegants tenen més de 25 mil·límetres de diàmetre.

## Epidemiologia
Els aneurismes intracranials poden produir-se a qualsevol edat. Són més comunes en adults que en nens i lleument més comuns a les dones que els homes. Les persones amb certs trastorns heretats també corren major risc.
Tots els aneurismes intracranials tenen potencial de ruptura i causen sagnat dintre del cervell. La incidència informada d'aneurisma trencat és al voltant de 10 de cada 100,000 persones per any (prop de 27,000 pacients per any als EUA), comunament en les persones entre 30 i 60 anys. Els factors de risc possibles de ruptura són hipertensió arterial, abús d'alcohol, abús de drogues (particularment cocaïna), i el cigarret. A més, l'estat i grandària de l'aneurisma afecten el risc de ruptura.

## Perills
Els aneurismes poden esclatar i sagnar dintre del cervell, causant complicacions serioses com l'accident vascular cerebral hemorràgic, dany nerviós permanent, o ambdós. Una vegada que esclata, l'aneurisma pot esclatar altra vegada i tornar a sagnar dintre del cervell, podent produir-se aneurismes addicionals. Comunament, la ruptura pot causar una hemorràgia subaracnoidal, el sagnat en l'espai entre el crani i el cervell. Una complicació alentida però seriosa de l'hemorràgia subaracnoidal és la hidrocefàlia, on l'acumulació excessiva de líquid cefalorraquidi en el crani dilata les vies del líquid (ventricles) que poden inflar-se i comprimir el teixit cerebral. Altra complicació alentida després de la ruptura és l'espasme vasomotor, on altres vasos sanguinis cerebrals es contreuen i limiten el flux sanguini a àrees vitals del cervell. Aquest flux sanguini reduït pot causar un accident vascular cerebral o dany tissular.

## Signes i símptomes
La majoria dels aneurismes intracranials no mostren símptomes fins que són molt grans o esclaten. Els aneurismes petits que no canvien generalment no tindran símptomes, mentre que un aneurisma més gran que creix constantment pot comprimir nervis i teixits.
Els símptomes depenen de quina estructura comprimeixi l'aneurisma, però poden ser:
- Pèrdua de la visió
- Mal de cap, les cefalees d'advertiment o "sentinelles" poden deure's a un aneurisma que perd des de dies a setmanes abans de trencar-se. Solament una minoria dels pacients té una cefalea sentinella abans de la ruptura de l'aneurisma.
- Dolor per damunt i darrere dels ulls.
- Mal a la cutícula de l'ungla
- Vòmits
- Mal de coll
- Entumiment, debilitat o paràlisi d'un costat de la cara;
- Pupil·les dilatades i canvis en la visió.

D'altres símptomes del trencament d'un aneurisma poden ser:
- Mal de cap d'inici brusc amb nàusees o vòmits, els pacients generalment descriuen la cefalea com "la pitjor de la seva vida" i generalment és diferent en intensitat i gravetat d'altres maldecaps que han tingut.
- Confusió, letargia, somnolència o estupor; pèrdua del coneixement.
- Parpelles caigudes.
- Feblesa muscular o dificultat per moure qualsevulla part del cos.
- Disminució de la sensibilitat en parts del cos.
- Crisi epilèptica.
- Moviment lent, mandrós, letàrgic.
- Problemes de parla.
- Rigidesa del clatell (ocasionalment).
- Començament sobtat d'irritabilitat, impulsivitat o falta de control.
- Canvis de visió (com visió doble o pèrdua).

Altres signes que un aneurisma intracranial ha esclatat són les nàusees i vòmits associats amb una cefalea intensa, una parpella caiguda, sensibilitat a la llum i canvis en l'estat mental o nivell de consciència. Alguns individus poden tenir convulsions, uns altres poden perdre el coneixement breument o entrar en un coma perllongat. Les persones que té la "pitjor cefalea," especialment quan està combinada amb altres símptomes han de buscar atenció mèdica immediata.

## Diagnòstic
La majoria dels aneurismes intracranials passen desapercebuts fins que es trenca o es detecta per imatges cerebrals que poden haver-se obtingut per altra afecció. Es disposa de diversos mètodes diagnòstics per a proporcionar informació sobre l'aneurisma i la millor forma de tractament. Les proves generalment s'obtenen després d'una hemorràgia subaracnoidal per a confirmar el diagnòstic d'un aneurisma.

### Angiografia
L'angiografia és una prova amb colorant usada per a analitzar les artèries o venes. Una angiografia intracerebral pot detectar el grau d'estrenyiment o obstrucció d'una artèria o vas sanguini en el cervell, el cap o el coll, i pot identificar canvis en una artèria o vena tal com un punt feble, com un aneurisma. S'usa per a diagnosticar l'accident vascular cerebral i per a determinar amb exactitud la ubicació, la grandària i la forma d'un tumor cerebral, aneurisma, o vas sanguini que ha sagnat. Aquesta prova generalment es realitza en la sala d'angiografia d'un hospital. Després de la injecció d'un anestèsic local, s'introduïx un catèter flexible dintre d'una artèria i s'avança pel cos fins a l'artèria afectada. Una petita quantitat de colorant de contrast (que es ressalta en les radiografies) s'allibera en el torrent sanguini i es deixa que viatgi cap al cap i el coll. Es pren una sèrie de radiografies i s'anoten els canvis, si els hagués.

### Tomografia computada
La tomografia computada (TC) del cap és una eina de diagnòstic ràpida, indolora i no invasiva que pot revelar la presència d'un aneurisma intracranial i determinar, per a aquells aneurismes que han esclatat, si ha passat líquid al cervell. Sovint, aquest és el primer procediment de diagnòstic indicat per un metge després de la sospita d'una ruptura. Les radiografies del cap es processen en una computadora com imatges transversals bidimensionals, o "tallades," del cervell i el crani. Ocasionalment s'injecta un colorant de contrast en el torrent sanguini abans de la prova. Aquest procés, anomenat angiografia TC, produeix imatges nítides i més detallades del flux sanguini i les artèries cerebrals. La TC generalment es realitza en un centre de proves o entorn hospitalari ambulatori.

### Ressonància magnètica
Les imatges per ressonància magnètica (IRM) usen radioones generades per computadora i un camp magnètic poderós per a produir imatges detallades del cervell i d'altres estructures corporals. L'angiografia per ressonància magnètica (ARM) produeix imatges més detallades de vasos sanguinis. Les imatges poden veure's com tridimensionals o talls transversals bidimensionals del cervell i els gots. Aquests procediments indolors i no invasius poden mostrar la grandària i la forma d'un aneurisma no trencat i poden detectar el sagnat en el cervell.

### Anàlisi del LCR
Pot sol·licitar-se una anàlisi de líquid cefalorraquidi si se sospita una ruptura de l'aneurisma. Després de l'aplicació d'un anestèsic local, s'extreu una petita quantitat d'aquest líquid (que protegeix el cervell i la medul·la espinal) de l'espai subaracnoidal, situat entre la medul·la espinal i les membranes que ho envolten, amb una agulla quirúrgica i s'examina per a detectar qualsevol sagnat o hemorràgia cerebral. En els pacients amb sospita d'hemorràgia subaracnoidal, aquest procediment generalment es fa en un hospital.

## Tractament
No tots els aneurismes intracranials esclaten. Alguns pacients amb aneurismes molt petits poden ser monitorats per a detectar un creixement o inici de símptomes i per a assegurar el tractament agressiu dels problemes mèdics coexistents i els factors de risc. Cada cas és únic, i les consideracions per a tractar un aneurisma no trencat són el tipus, grandària i ubicació de l'aneurisma; el risc de ruptura; l'edat del pacient, la salut, els antecedents mèdics personals i familiars i el risc del tractament.
Es disposa de dues opcions quirúrgiques per a tractar els aneurismes intracranials, on ambdues comporten algun risc per al pacient (com dany possible a altres vasos sanguinis, el potencial de recurrència de l'aneurisma i nou sagnat i el risc d'un accident cerebrovascular postoperatorio).

### Mètodes quirúrgics
El clipatge microvascular implica tallar el flux sanguini a l'aneurisma. Sota anestèsia, s'extreu una secció del crani i es localitza l'aneurisma. El neurocirurgià usa un microscopi per a aïllar el vas sanguini que alimenta l'aneurisma i col·loca un clip petit i metàl·lic semblant a un fermall en el seu coll, detenint el subministrament sanguini. El clip roman en el pacient i evita el risc de sagnat futur. Després es torna a col·locar el tros de crani i es tanca el cuir cabellut. S'ha demostrat que el clipat és altament eficaç, depenent de la ubicació, forma i grandària de l'aneurisma. En general, els aneurismes que es tanquen completament no regressen.
Un procediment relacionat és l'oclusió, en el qual el cirurgià tanca (oclou) l'artèria completa que duu a l'aneurisma. Aquest procediment sovint es realitza quan l'aneurisma ha danyat l'artèria. De vegades una oclusió ve acompanyada d'una derivació, en el qual un vas sanguini petit s'empelta quirúrgicament a l'artèria cerebral, recanalitzant el flux sanguini fora de la secció de l'artèria danyada.

### Alternatives no quirúrgiques
L'embolització amb espiral endovascular és una alternativa a la cirurgia. Una vegada que el pacient ha estat anestesiat, el metge introdueix un tub plàstic buit (un catèter) dintre d'una artèria (generalment a l'engonal) i ho avança, usant l'angiografia, pel cos fins al lloc de l'aneurisma. Usant un filferro guia, es passen espirals removibles (espirals de filferro de platí) o petits balons de làtex a través del catèter i s'alliberen dintre de l'aneurisma. Les espirals o balons omplin l'aneurisma, ho bloquegen de la circulació, i fan que la sang es coaguli, fet que destrueix eficaçment l'aneurisma. És possible que el procediment s'hagi de realitzar més d'una vegada en la vida del pacient.
Els pacients que reben tractament per un aneurisma han de romandre en el llit fins que cessi el sagnat. Han de tractar-se les afeccions subjacents, com l'alta pressió arterial. Altre tractament de l'aneurisma intracranial és simptomàtic i pot comprendre anticonvulsius per a evitar les convulsions i analgèsics per a tractar les cefalees. L'espasme vasomotor pot tractar-se amb blocadors dels canals de calci, podent indicar-se sedants si el pacient estigués intranquil. Pot introduir-se quirúrgicament una derivació en un ventricle diversos mesos després de la ruptura si l'acumulació de líquid cefalorraquidi està causant pressió perjudicial sobre el teixit circumdant. Els pacients que han sofert una hemorràgia subaracnoidal sovint necessiten teràpia de rehabilitació, del llenguatge i ocupacional per a recuperar la funció perduda i aprendre a suportar una incapacitat permanent.

## Prevenció
No hi ha maneres conegudes de prevenir que es formi un aneurisma intracranial. Les persones amb un aneurisma intracranial diagnosticat han de controlar curosament l'alta pressió arterial, deixar de fumar, i evitar el consum de cocaïna o altres drogues estimulants. També han de consultar amb un metge sobre els beneficis i riscos de prendre aspirina o altres medicaments diluents de la sang. Les dones han de consultar amb els seus metges sobre ús d'anticonceptius orals.

## Pronòstic
Un aneurisma no trencat pot passar desapercebut durant tota la vida de la persona. En una revisió sistemàtica, la mitjana de risc observat en 1 any de trencament d'aneurisma va ser de l'1,4% (IC del 95%: 1,1-1,6) i del risc a 5 anys: 3,4% (2,9-4,0); els predictors eren l'edat, la hipertensió, la història d’hemorràgia subaracnoidal, la mida de l'aneurisma, la ubicació de l'aneurisma i la regió geogràfica.
No obstant això, un aneurisma que va esclatar pot ser fatal o dur a un accident vascular cerebral hemorràgic, un espasme vasomotor (la causa principal de discapacitat o mort després de l'esclat d'un aneurisma), hidrocefàlia, coma, o dany cerebral a curt termini o permanent.
El pronòstic per a les persones que el seu aneurisma ha esclatat depèn enormement de l'edat i la salut general de l'individu, altres afeccions neurològiques preexistents, la ubicació de l'aneurisma, l'extensió del sagnat (i el nou sagnat), i el temps entre la ruptura i l'atenció mèdica. S'estima que al voltant del 40 per cent dels pacients que el seu aneurisma s'ha trencat no sobreviu les primeres 24 hores; fins al 25 per cent mor de complicacions dintre dels 6 mesos. Els pacients que tenen hemorràgia subaracnoidal poden tenir dany neurològic permanent. Altres individus poden recuperar-se amb poc o gens de dèficit neurològic. Les complicacions alentides de l'esclat d'un aneurisma poden ser la hidrocefàlia i l'espasme vasomotor. El diagnòstic i tractament precoços són importants.
Els individus que reben tractament per a un aneurisma no trencat generalment requereixen menys teràpia de rehabilitació i es recuperen més ràpidament que les persones que el seu aneurisma va esclatar. La recuperació del tractament o la ruptura pot dur setmanes a mesos.
Els resultats de l'Assaig Internacional sobre Aneurisma Subaracnoidal (ISAT, sigles en anglès), patrocinat principalment pels ministeris de salut pública del Regne Unit, França, i el Canadà i anunciats a l'octubre de 2002, van trobar que els resultats per als pacients tractats amb espirals endovasculars poden ser superiors a curt termini (1 any) que els resultats per als pacients que el seu aneurisma es tracta amb clipat quirúrgic. Els resultats a llarg termini dels procediments amb espirals són desconeguts, devent els investigadors realitzar més investigació sobre aquest tema, ja que alguns aneurismes poden tornar després d'usar espirals.